# 齐珪
齐珪，元朝滨州蒲台縣人。
齐珪跟随嚴實攻南宋归德、庐州，有战功，授为无棣县尹，摄征行千户，后兼总管，镇守枣阳。中统三年（1262年），李璮在益都叛蒙，征诸道兵进讨，枣阳精锐尽行，只留下弱卒千余人。齐珪当时摄万户府事，与宋朝襄阳、郢州对垒。精锐全都调入济南，宋师乘虚来攻，齐珪守城周密，以东门外壕狭小可越过，命人疏浚防备。宋将聂都统、陈总管率兵万余抵城东门，用木板渡壕，壕宽，木板不能及，齐珪率众力战，宋军退走，枣阳城得以保全。蒙古朝廷得知，赐金符，授千户。至元三年（1266年），齐珪告老，推举其子齊秉節接替自己。